# Isao Matsushita
Isao Matsushita (Japans: 松下 功, Matsushita Isao) (Tokio, 23 november 1951 - aldaar, 16 september 2018) was een Japans componist, muziekpedagoog en dirigent.

## Levensloop
Matsushita studeerde van 1973 tot 1977 compositie bij Hiroaki Minami aan de Tokyo National University of Fine Arts and Music (Japans: 東京藝術大学 Tōkyō Gei-jutsu Daigaku), nu: Tokyo University of the Arts. Aan dezelfde universiteit studeerde hij vervolgens bij Toshiro Mayuzumi tot 1979. Daarna wisselde hij met een studiebeurs van de Deutscher Akademischer Austausch-Dienst (DAAD) aan de Universiteit van de Kunsten in Berlijn, toen nog: Hochschule für Musik Berlin geheten, en studeerde bij Isang Yun tot 1986. Een van de medestudenten toen was de latere Taiwanese componist Pan Hwang-long (潘皇龍). 
Als dirigent was hij van 1982 tot 1986 verbonden aan het Ensemble Kochi (East Wind) in Berlijn en vanaf 1999 in Tokio. Sinds 1990 is hij dirigent van de Camerata Nagano en vanaf 1993 van het Bunkyo Civic Orchestra in Tokio. Daarnaast is hij gastdirigent bij verschillende orkesten in Duitsland en Japan. 
Matsushita was vanaf 1987 professor voor compositie aan de Tokyo University of the Arts. Sinds 2003 was hij eveneens als professor voor eigentijdse Aziatische muziek verbonden aan het Performing Arts Center. Hij was gastdocent aan verschillende universiteiten en conservatoria in de Verenigde Staten, zoals bijvoorbeeld Universiteit van Californië - Berkeley, Colgate Universiteit in Hamilton en Universiteit van Illinois te Urbana-Champaign, aan het instituut Centro Ricerche Musicali (C.R.M.) in Rome, in Zuid-Korea aan de Nationale Universiteit Seoel (SNU), de Yonsei Universiteit, de Dankook Universiteit in Yongin, de Universiteit van Suwon in Hwaseong, de Hanyang Universiteit in Seoel, aan de National Taiwan Normal University in Taipei, aan het Yong Siew Toh Conservatory of Music (YSTCM) (杨秀桃音乐学院) in Singapore en aan het Centraal Muziek-Conservatorium (Chinees: 请参考校园黄页) in Peking.
Als componist werden hem vele nationale en internationale prijzen toegekend, zoals in 1976 de 3e prijs "Mainichi Music Composition Competition" voor zijn orkestwerk Diffusion, de 1e prijs tijdens de compositiewedstrijd in Mönchengladbach in 1985 voor zijn werk Toki-no-ito 1 – Threads of Time, de Irino Prijs in 1986 voor Toki-no-ito 2 voor piano en orkest. Zijn werken worden tevens in naast alle werelddelen uitgevoerd, zoals in Amerika, Australië, Azië en Europa. Voor Matsushita was het een bijzondere eer, dat werken van hem tijdens de Olympische Winterspelen 1998 in het Japanse Nagano werden uitgevoerd. Hij was als componist ook met werken vertreden bij internationale festivals zoals de Darmstädter Ferienkurse für Neue Musik in 1982, de "World Music Days" van de International Society for Contemporary Music (ISCM) in 1982 in het Oostenrijkse Graz, in 1988 in Hongkong en in 1993 in Mexico-Stad, bij  het "Horizonte Festival Berlin '85", de "European Music Days Copenhagen '85" en het "Invention Festival Berlin '86".
Hij was verder geïnvolveerd in de administratie, muzikaal advies en organisatie van verschillende festivals zoals van het Togakushi Oragamura Music Festival in 1996, het "Asian Arts Festival" van de Agency for Cultural Affairs of Japan in 1999, "Asian Music Week" in Yokohama in 2000, het Nagano Music Festival in 2000 en het Asian Music Festival in Tokio in 2003. 
Hij was lid en vicevoorzitter van de Japan Federation of Composers en was van 1999 tot 2004 bestuurslid van de Asian Composers League.
Hij overleed op 67-jarige leeftijd.

## Composities

### Werken voor orkest
- 1976 Diffusion
- 1977-1979 Alabaster, voor 3 orkesten
- 1986-1987 Toki-no-ito 2 (Threads of Time), voor piano en orkest
- 1989 Legacy of a Dream, symfonisch gedicht
- 1990 Chikugo, symfonische gedicht
- 1992 Grand Atoll, voor 4 saxofoons en orkest
- 1993 Toki-no-ito 3
- 1994 Hi-ten-yu, wadaiko, voor wadaiko (Japanse trommen) en orkest
- 1994 Ondo-no-funauta
- 1995 Yume-no-shirabe-ni – To the Air of a Dream, voor altviool en kamerorkest
- 1998 Paraphrase on 'Shinshu' (Olympic march)
- 1999 Toryanse, fantasie
- 1999 Concerto, saùng-gauk, voor saùng-gauk (Birmaanse harp) en orkest
- 2000 Concerto, Tsugaru shamisen (3-snaren luit), voor shamisen en orkest
- 2002 Symfonie "Dharani" – Time for Prayer, voor Kalligraaf ad libitum, kamerorkest (of groot orkest)
- 2003 Kisaragi-ni – To February, voor nohkan (bamboefluit) en kamerorkest
- 2003 Brilliant Time
- 2005 A Time for Prayer, concert voor 2 violen en orkest
- 2005 Festival Overture
- 2007 Tenku-no-Mai – Dance of the Firmament, concert voor shakuhachi en Chinees orkest

### Werken voor harmonieorkest
- 1974 Etwas, voor piano en harmonieorkest
- 1994 Hi-Ten-Yu Wa-Daiko Concerto, voor wadaiko (Japanse trommen) en harmonieorkest
- 1999 Toryanse, fantasie
- 2002 Hiten-no-mai – Dance of the Flying God
- 2007 Hiten-no-Inori (Prayer of Flying Gods)

### Muziektheater

#### Opera's
| Voltooid in | titel                                                  | aktes       | première                                              | libretto                                 |
| ----------- | ------------------------------------------------------ | ----------- | ----------------------------------------------------- | ---------------------------------------- |
| 1995        | Boufuri – Mosquito Larva (孑孑)                        |             |                                                       | Kyusei Miyake Tokuro                     |
| 1995        | A Midsummer Night's Dream (夏の夜の夢)                 |             |                                                       | Motohide Izumi, naar William Shakespeare |
| 1997        | Shinano-no-kuni – Zenkoji Story (信濃の国・善光寺物語) | 3 bedrijven | 1998, Nagano, tijdens de Olympische Winterspelen 1998 | Jun Maeda                                |
| 2010        | Kentoshi (遣唐使)                                      | 4 bedrijven |                                                       |                                          |

#### Balletten
| Voltooid in | titel           | aktes  | première | libretto                                           | choreografie |
| ----------- | --------------- | ------ | -------- | -------------------------------------------------- | ------------ |
| 2002        | Minasoko-no-kan |        |          | naar Soseki Natsume                                |              |
| 2004        | Togakushi Story | 1 akte |          | Mamoru Kondo, naar een traditioneel Japans verhaal |              |

#### Musicals
| Voltooid in | titel                       | uitvoeringen | première | libretto | verdere liedteksten | choreografie |
| ----------- | --------------------------- | ------------ | -------- | -------- | ------------------- | ------------ |
| 2009        | Transfer Student (転校生)   |              |          |          |                     |              |
| 2011        | Misaki-no-Kufi (岬のクフィ) |              |          |          |                     |              |

#### Toneelwerken
- 1999 Fujito muziek voor het gelijknamige blijspel van Motokiyo Zeami

### Vocale muziek

#### Oratoria
- 2000 Tenjiku Shokei, voor shomyo (boeddhistisch cantor, spreker, gemengd koor, kinderkoor en groot orkest - tekst: boeddhistische soetras

#### Cantates
- 2008 Shomyo Cantata "Hiten", voor Yakushi-ji shomyo (boeddhistisch cantor) en orkest

#### Werken voor koor
- 1977 Sorushikosuteki-yoru, voor zestienstemmig gemengd koor, klarinet, viool, altviool, cello en contrabas - tekst: Katsue Kitazono
- 1984 Fanfare, voor gemengd koor
- 1987 Ao-no-rosho, voor gemengd koor - tekst: boeddhistische soetra 
  1. Blue
  2. Absolute Poem
  3. Ao-no-sochi
  4. Optical Poem
- 1989 Gogatsu-o-okuru-uta, voor gemengd koor en piano - tekst: Katsue Kitazono
- 1991 Black Landscape, concertino voor vrouwenkoor en piano - tekst: Katsue Kitazono
- 1992 Haru-no-garasu – Glass in Spring, voor gemengd koor en piano - tekst: Katsue Kitazono
- 1993 October Nocturne, voor vrouwenkoor en piano - tekst: Katsue Kitazono
- 1995 Madrigal concertino voor vrouwenkoor en piano - tekst: Katsue Kitazono
- 1996 Minami-no-ehon – Southern Picture Book, voor vrouwenkoor - tekst: Kunio Kishida
- 2003 Winter in Tosa, voor vrouwenkoor en kamerorkest - tekst: van een traditioneel Tosa verhaal

#### Liederen
- 1974 Yuzukuyo – Moonlit Evening, voor mezzosopraan en piano - tekst: uit Kokin-wakashū (gedicht anthologie uit de 10e eeuw)
- 1975 Ju-kyo, vocalise voor sopraan en kamerorkest
- 1976 Koyaseru-tabito, voor sopraan en piano - tekst: Shotoku-taishi
- 1984 Hitori – Alone, voor sopraan en piano - tekst: uit Man'yōshū (gedicht anthologie uit de 8e eeuw)
- 1984 Fanfare, vocalise voor zangstem (ook in een versie voor zangstem en piano; alsook een versie voor gemengd koor, 2 hoorns, trompet, trombone en tuba)
- 1985 Three Haiku of Bashō, voor sopraan, dwarsfluit, klarinet, fagot, harp en slagwerk
- 1986 Ao-no-haikei – Blue Background, boeddhistisch lied voor shomyo (boeddhistisch cantor) en slagwerk - tekst: boeddhistische soetras
- 1987 Blue, voor zangstem en shakuhachi (sectie of "Ao-no-rosho" kan separaat uitgevoerd worden)
- 1987 Absolute Poem, voor sopraan en  13-snaren koto
- 1987 Ao-no-sochi, voor spreker en shamisen (3-snaren luit)
- 1988 Azusayumi-mayumi, voor zangstem - tekst: van de "Nihonshoki" (historische collectie uit de 8e eeuw)
- 1989 Optical Poem, voor vrouwenstem, dwarsfluit, viool, cello en piano - tekst: Katsue Kitazono
- 1994 Three Variants, voor zangstem en piano
- 1995 Hagoromo-no-mai – Dance of the Flying Goddess, voor spreker, ryūteki (bamboe dwarsfluit) en slagwerk - tekst: van de componist
- 2000 Yume-no-ato – Ruins of a Dream, voor sopraan en altsaxofoon - tekst: Matsuo Bashō
- 2004 Symfonie "Gassho" – A Prayer, voor shomyo (boeddhistisch cantor) en kamerorkest - tekst: boeddhistische soetras

### Kamermuziek
- 1974 Sonate, voor hobo en piano
- 1976 Layer, voor 9 hoorns
- 1980 Seseragi-no, voor klarinet en slagwerk[1]
- 1981 Interstellar 1, voor trompet en orgel
- 1982 Atoll 1, voor saxofoonkwartet
- 1982 Atoll 2, voor altsaxofoon en piano
- 1982 Astral, voor 4 ensembles (1. dwarsfluit, harp, viool; 2. althobo, altviool, slagwerk; 3. klarinet, cello, slagwerk; 4. basklarinet, contrabas, piano)
- 1983 Kochi – Eastern Wind, voor klarinet, 2 altklarinetten
- 1983-1984 Astral Alpha, voor klarinet, cello en marimba
- 1984 Toki-no-ito 1 – Threads of Time, voor strijkkwartet
- 1984 Fanfare, voor 2 hoorns, trompet, trombone en tuba
- 1984 Airscope 1, voor dwarsfluit en harp[2]
- 1985 Kagiroi-no, voor nohkan (bamboefluit) en slagwerk
- 1985 L'aurore, voor viool en piano
- 1985 Go-un – Five Buddhist Aphorisms, voor cello en ensemble (dwarsfluit, klarinet, fagot, harp, slagwerk)
- 1987 Optical Poem, voor contrabas en piano
- 1988 Quartet for the Glory of Vice, voor klarinet, viool, cello en piano
- 1990 Sea Space, 13-snaren koto, viool en piano
- 1990 Optical Scope 1, voor elektronische orgel en slagwerk
- 1990 Optical Scope 2, voor hoorn, viool en piano
- 1992 Kwintet, voor hobo, althobo, viool, cello en piano
- 1992 Lyrical Time, voor orgel en 8 rototoms (1 speler)
- 1994 Toward a Time of Dreaming, voor 2 hoorns, strijkkwartet en contrabas
- 1994 Aki-no-haoto-ni – To the Sounds of Autumn Leaves, voor dwarsfluit en 20-snaren koto
- 1996 DAAD (fanfare), voor 3 trompetten
- 1996 Toki-no-shirabe-ni – To the Air of Time, voor viool en piano
- 1998 Yume-no-omoi-ni – For the Love of a Dream, voor cello en piano
- 2000 Fantastic Dream, voor dwarsfluit, hobo, klarinet, fagot, hoorn, viool, altviool, cello en contrabas
- 2001 Hibiki-no-utage – Festival of Sounds, ieder ensemble
- 2002 Mantra of Wind, voor fluitenkoor
- 2008 Tisarana - Prayer of the Firmament, voor hobo, fagot en piano

### Werken voor toetseninstrumenten

#### Werken voor orgel
- 1981 Interstellar 2

#### Werken voor piano
- 1981 Interludium 1
- 2001 For Three Times, voor piano vierhandig
- 2003 Time-Rhyme-Light, voor piano vierhandig

#### Werken voor klavecimbel
- 1982 Sazanami-ni – To Ripples

### Werken voor slagwerk
- 1985 But All Can Hear (B-A-C-H), voor marimba
- 1986 Airscope 3, voor pauken en marimba
- 1987 Optical Time, voor pauken
- 1988 Interwaves, voor 6 slagwerkers
- 1989 Interwaves 2, voor 2 marimba
- 1990 Interwaves 3, voor slagwerkensemble
- 1992 Optical Wave, voor 6 slagwerkers
- 1994 Awayuki-no-mai – Dance of the Snowflakes, voor marimba en 6 slagwerkers
- 2004 Mantra of Flame, voor 4 slagwerkers
- 2005 Minazuki no oto – Sounds of June, voor vibrafoon en bandrecorder

### Werken voor traditionele Japanse instrumenten
- 1983 Ashi-no-ha-ni, voor 13-snaren koto en viool
- 1984 Airscope 2, geïmproviseerde shakuhachi/marimba en bandrecorder
- 1986-1987 Nami-no-hazama-ni, voor shakuhachi, shamisen (3-snaren luit), 2 13-snaren koto
- 1987 Azusayumi, voor 13-snaren koto en ensemble (3 13-snaren koto, 17-snaren koto)
- 1987 Hingashi-no, voor shakuhachi, shamisen (3-snaren luit), 13-snaren koto
- 1988 Kaze-no-rosho, voor nohkan (bamboefluit)
- 1989 Aki-no-mai – Autumn Dance, voor kokyū (Japanse viool)
- 1989 Aki-no-mai 2, voor 3 shakuhachi, shamisen, biwa (luit), futozao (om de nek gedragen luit), 2 13-snaren koto, kokyū, 4 Japanse trommen
- 1991 Kaze-no-rosho 2, voor 20-snaren koto
- 1993 Hi-ten-yu – Fly-Heaven-Play, voor wadaiko en ensemble (klarinet, fagot, hoorn, strijkkwartet, contrabas) (ook in een versie voor wadaiko en orchestra)
- 2000 Kaze-no-utage – Festival of the Wind, iedere aantal van yokobue (Japanse bamboefluit familie, daarbij behoren de Komabue, Nōkan, Ryūteki, Shinobue)
- 2006 Of Wind Rustling Bamboo, voor shakuhachi en strijkorkest
- 2007 Yobikawashi, voor 2 shakuhachi en koto

### Filmmuziek
- 1993 Yaneura no sanposha